# Houston Boines
Houston Boines (* 30. Dezember 1918 in Hazlehurst, Mississippi, USA; † 8. November 1970 in Jackson, Mississippi, USA) war ein US-amerikanischer Bluessänger und Mundharmonikaspieler. Boines, begleitet vom Gitarristen Charley Booker, wurde 1952 von Talentscout Ike Turner für Modern Records angeworben. 1953 nahm er auch für Sun Records auf.

## Biografie
Boines wurde 1918 in Hazlehurst, Mississippi, geboren. 1941 trat er in die US-Army ein. Nach seinem Militärdienst spielte er mit den Gitarristen Charley Booker, Houston Stackhouse und Eddie Cusic.
1952 brachte der Musiker und Talentscout Ike Turner Boines dazu, für die Biharis Brothers bei Modern aufzunehmen. Boines unterschrieb bei ihrer Tochtergesellschaft Blues & Rhythm Records. Turner begleitete Boines am Klavier während der Session in Greenville (Mississippi) im Januar 1952. In dieser Session spielte Boines auch bei einigen Aufnahmen von Charley Booker. Boines’ Platte Going Home / Relation Blues wurde auf Blues & Rhythm veröffentlicht. Die Single Superintendent Blues / Monkey Motion wurde im August 1952 bei Moderns Tochterfirma RPM Records veröffentlicht.
Der Gitarrist Little Milton brachte Boines für Aufnahmen zu Sun Records in Memphis (Tennessee). Während einer Session im Dezember 1953, unterstützt von Milton an der Gitarre und Ike Turner am Klavier, nahm Boines zwei Tracks auf, darunter Carry My Business On. Sie blieben unveröffentlicht, bis letzteres 1976 auf der Compilation Sun: The Roots of Rock: Volume 2: Sam’s Blues erschien.
Boines trat in Clubs auf und beteiligte sich zeitweise an der Radioshow King Biscuit Time in Helena (Arkansas). Sterbeurkunden in Mississippi belegen, dass ein Mann namens Huston Boines am 8. November 1970 in Jackson (Mississippi) starb; es wird vermutet, dass dies der Bluesmusiker war.